# Garfield és a valós világ
A Garfield és a valós világ (eredeti cím: Garfield Gets Real) 2007-ben bemutatott amerikai 3D-s számítógépes animációs film, amely Jim Davis Garfield című képregénysorozat alapján készült. Az animációs játékfilm rendezője Mark A. Z. Dippé, producere John Davis, zeneszerzője Kenneth Burgomaster. A mozifilm a Davis Entertainment, a Paws Inc. és a The Animation Picture Company gyártásában készült, a 20th Century Fox forgalmazta. Műfaja filmvígjáték.
Amerikában 2007. augusztus 9-én mutatták be a mozikban, Magyarországon 2008. január 16-án adták ki DVD-n.

## Cselekmény
|  | Alább a cselekmény részletei következnek! |

Garfield barátaival együtt a képregény világban él, ahol azon dolgoznak, hogy az újságolvasók minden nap élvezhessék a képsorokat. Ám Garfield unja a képregényvilágot, és egyre inkább vágyni kezd a valós világra. Ubul, miközben a kellékcsontot próbálja eldugni rátalál a vetítővásznon egy átjáróra, amin keresztül Garfield és Ubul átjut a valós világba, és úgy tűnik, hogy örökre ott ragadnak. Ott összetalálkoznak Kószával, a macskával, aki befogadja maga mellé őket. Időközben rájönnek a megpróbálnak elindulni egy versenyen, ahol új képregényszereplőket keresnek, és így újra visszatérhetnek, ám elutasítják, és a versenyen két izmos kutya, Hale és Hardy nyer, hacsak 24 órán belül Garfield és Ubul nem jut vissza a képregénybe. A srácok mindent megpróbálnak a visszajutásra, ám sikerületlenül. Később megjön az ötlet: Wally, a feltaláló készít egy hatalmas harmonikát, ami a két dimenzió között átjárhatóságot teszi lehetővé. Ám Hale és Hardy elkapják őket és Kószát annak elhagyatott otthonában, ami felgyullad, ám Wally, Jon és Bundás Billy, a medve elindul megmenteni őket, ami nagy nehezen sikerül is. Hale és Hardy így az utcán éltek tovább, miközben a képregényvilág egy új taggal bővült, Kószával... valamint jópár kiskutyával, akik Ubul csontját akarják.
|  | Itt a vége a cselekmény részletezésének! |

## Szereplők
| Szereplő           | Eredeti hang      | Magyar hang      |
| ------------------ | ----------------- | ---------------- |
| Garfield           | Frank Welker      | Kerekes József   |
| Ubul               | Gregg Berger      | Szokol Péter     |
| Kósza              | Gregg Berger      | Fekete Zoltán    |
| Hale               | Gregg Berger      | Presits Tamás    |
| Jon Arbuckle       | Wally Wingert     | Hujber Ferenc    |
| Wally              | Neil Ross         | Szombathy Gyula  |
| Charles, a rendező | Neil Ross         | Seszták Szabolcs |
| Bonita             | Jennifer Darling  | Halász Aranka    |
| Eli                | Greg Eagles       | Varga Rókus      |
| Nermal             | Jason Marsden     | Kossuth Gábor    |
| Heléna             | Audrey Wasilewski | Kerekes Andrea   |
| Betty              | Audrey Wasilewski | Dögei Éva        |
| Sheila             | Rajia Baroudi     | Nádasi Veronika  |
| Waldo              | Fred Tatasciore   | Tóth Zoltán      |
| Billy, a medve     | Fred Tatasciore   | Szabó Győző      |
| Tapsifüles, a nyúl | Stephen Stanton   | Lippai László    |
| Sid                | Patrick Fraley    | Gruber Hugó      |
| Bobby              | Jennifer Darling  | Spilák Klára     |
| Eric               | Fred Tatasciore   | Katona Zoltán    |
| Zelda              | Audrey Wasilewski | Illyés Mari      |
| Hardy              | Frank Welker      | Zágoni Zsolt     |
| Kellékes           | Frank Welker      | Magyar Attila    |
| Keith, az operatőr | Frank Welker      | Papucsek Vilmos  |
| Harmonikás lány    | Rajia Baroudi     | Pupos Tímea      |
| Hot-dogos          | N/A               | Botár Endre      |

## Érdekességek
- A filmben feltűnik a Blondie képregényből Dagwood, valamint a Moother Goose and Grimmy kutyája.
- A filmben látható több képregény részlete, valamint a Garfield 25 éve – Jöhet a torta! című könyv borítója.
- A filmben a szereplők eredeti nevét használják (Ubul helyett Odie, Heléna helyett Arlene)

## Televíziós megjelenések
- Film+, Film+ 2, Prizma TV / RTL+, RTL Klub
- FEM3, Super TV2, Mozi+
- Boomerang,